# کوبا (ایندیانا)
کوبا (به انگلیسی: Cuba) یک منطقهٔ مسکونی در ایالات متحده آمریکا است که در شهرستان آلن، ایندیانا واقع شده‌است. کوبا ۲۳۸٫۰۵ متر بالاتر از سطح دریا واقع شده‌است.